# Mučenik
Mučenik (u starogrčkim μάρτυς „martyr“, ili μαρτύριον — svjedok, dokaz) je, u teološkim kontekstu, čovjek koji iz predanosti svom vjerskim opredjeljenju žrtvuje svoj život, i prihvata patnju mučenja i nasilnu smrt.
Mučeništvo se kroz istoriju smatralo djelom koje briše grijehe, te kod nekrštenih hrišćana nadomješta krštenje vodom krštenjem krvlju („baptisimus sanguinis“). Sveti Stefan Prvomučenik je bio prvi hrišćanski mučenik. U katakombama su poštovali mučenike moleći se na njihovim grobovima i spominjući ih u bogoslužju, osobito na godišnjice njihovih smrti, ukopa ili prenosa njihovih kostiju. Od 4. stoljeća nadalje, nad grobovima mučenika gradile su se crkve a njihovim relikvijama pripisivale su se čudotvorne moći zaštite od bolesti i nesreće. O životu i smrti mučenika pisali su se već u prvim stoljećima hrišćanstva pobožni prikazi „acta martyrum“.
Pojam se često koristi i za opisivanje pojedinca koji žrtvuje svoj život za druge. Mučenici u širem smislu označavaju i osobe koje svjesno podnose patnju, te npr. iz političkih uvjerenja trpe progonstvo i smrt.
Pojam mučeništva postoji takođe u judaizmu, islamu (šahid), hinduizmu, bahá'íu i sikhizmu.